# Graham Glasgow
Graham Glasgow (geboren am 19. August 1992 in DeKalb, Illinois) ist ein US-amerikanischer American-Football-Spieler auf der Position des Guards. Er spielte College Football für die University of Michigan und steht zurzeit bei den Detroit Lions in der National Football League (NFL) unter Vertrag. Von 2020 bis 2022 spielte Glasgow für die Denver Broncos.

## College
Glasgow spielte Football an der Marmion Academy in Aurora, Illinois und ging ab 2011 als Walk-on auf die University of Michigan. Wegen eines Meniskusrisses konnte er 2012 nicht spielen. Ab 2013 erhielt er ein Sportstipendium und spielte von da an drei Jahre lang als Stammspieler für die Michigan Wolverines. Dabei spielte er zunächst als Center, bevor er 2014 als Guard eingesetzt wurde. In seinem letzten College-Jahr war Glasgow wiederum der Center seines Teams.

## NFL
Die Detroit Lions wählten Glasgow im NFL Draft 2016 in der dritten Runde an 95. Stelle aus. Als Rookie konnte er sich gegen Erstrundenpick Laken Tomlinson im Duell um die Position in der Startaufstellung als Left Guard durchsetzen, in der Folge etablierte sich Glasgow als Starter. In seiner zweiten Saison in Detroit spielte er elf Spiele als Left Guard und fünf Spiele als Center.
Nachdem Travis Swansons Vertrag zur Saison 2018 nicht verlängert worden war, übernahm Glasgow dauerhaft die Position des Centers. Im Jahr darauf wechselte er erneut seine Position in der Offensive Line, da Frank Ragnow, Erstrundenpick der Lions im Draft 2018, die Position des Centers übernahm. Glasgow spielte daher 2019 als Right Guard.
Insgesamt stand Glasgow in 58 Spielen von Beginn an für die Lions auf dem Feld. Im März 2020 unterschrieb er einen Vierjahresvertrag über 44 Millionen Dollar bei den Denver Broncos.
In der Saison 2020 spielte Glasgow 13 Partien als Starter auf der Position des Right Guards, eine Partie verpasste er wegen einer Fußverletzung, zwei weitere Spiele konnte er wegen eines positiven COVID-19-Tests nicht bestreiten. In seiner zweiten Saison für die Broncos kam Glasgow nur in sieben Partien zum Einsatz, am neunten Spieltag zog er sich gegen die Dallas Cowboys eine Knöchelverletzung zu, mit der er für den Rest der Saison ausfiel. Bereits zuvor hatte Glasgow zwei Partien wegen einer Knieverletzung verpasst.
Mit Beginn der Saison 2022 verlor Glasgow seine Position in der Startaufstellung als Right Guard an Quinn Meinerz, kam aber dennoch zu mehreren Einsätzen als Right Guard, da Meinerz verletzungsbedingt einige Spiele verpasste. Da der etatmäßige Center Lloyd Cushenberry ebenfalls verletzt ausfiel, spielte Glasgow die letzten neun Partien der Saison auf dieser Position.
Daraufhin kehrte Glasgow zu den Detroit Lions zurück, bei denen er am 20. März 2023 einen Vertrag unterschrieb. Zunächst war er Ersatzspieler, fand aber aufgrund einer Verletzung von Halapoulivaati Vaitai den Weg in die Startaufstellung und bestritt 15 Spiele der Regular Season als Starter. Im März 2024 einigte er sich mit den Lions auf eine Vertragsverlängerung um drei Jahre im Wert von 20 Millionen US-Dollar.

## Privates
Zwei jüngere Brüder von Glasgow spielen ebenfalls in der NFL. Sein Bruder Ryan spielt als Defensive Tackle, während Jordan auf der Position des Safeties eingesetzt wird.